# ميينا كاديكار
ميينا كاديكار मीना खडीकर (من مواليد مومباي، ماهاراشترا بالهند) كانت مغنية أفلام ومؤلفة هندية تؤدي باللغة الهندية والمراثية وهي ثاني أخوات عائلة مانغيشكار الفنية.

## وصلات خارجية
- ميينا كاديكار على موقع IMDb (الإنجليزية)
- ميينا كاديكار على موقع ميوزك برينز (الإنجليزية)
- ميينا كاديكار على موقع ديسكوغز (الإنجليزية)